# Libro delle Tre Scritture
Il Libro delle tre Scritture (in lombardo moderno: Liber di Tre Scriciur; in lombardo antico: Libro dre Tre Scrigiure), (1274) è un'opera di Bonvesin de la Riva, «milanese, morto non prima del 1313, anno in cui fece testamento [e che] appartenne al terzo ordine degli Umiliati.» Si tratta di fatto del primo testo  teologico sistematico in una lingua volgare in Italia.

## Contenuto
Si tratta di un poema didascalico di 2108 alessandrini assonanzati in koinè lombarda. È considerato uno dei principali testi medievali dedicati alla rappresentazione dell'aldilà cristiano prima della Commedia di Dante, con la quale condivide la suddivisione in tre cantiche: la De scriptura nigra, dove si narra «dre dodex pen dr' inferno»; la De scriptura rugia, dove «sì determina dra passion divina»», e la De scriptura aurea, ove «sì dis dra cort divina, / zoè dre dodex glorie de quella terra fina».